# Boršov (hrad, okres České Budějovice)
Boršov je zaniklý hrad nad řekou Vltavou jižně od Boršova nad Vltavou v okrese České Budějovice v Jihočeském kraji. Hrad byl nejspíše založen Albertem z Boršova na začátku druhé poloviny třináctého století a koncem téhož století byl opuštěn. Jeho pozůstatky jsou od roku 1963 chráněny jako kulturní památka.

## Historie
O hradu se nedochovaly žádné písemné prameny. Jeho pravděpodobným zakladatelem byl před rokem 1261 Albert z Boršova, podle erbu spřízněný s Bavory ze Strakonic. Na hradě spolu s ním sídlil jeho bratr Beneš a snad i Tobiáš. Během sedmdesátých let třináctého století se Albert přestěhoval do Horní Stropnice a Beneš si jako nové sídlo zvolil tvrz ve Chlumu u Křemže. Albert poté krátce před svou smrtí daroval boršovské panství vyšebrodskému klášteru. K převodu došlo za opata Oty II., pravděpodobně brzy po jeho nástupu do funkce v roce 1286, ale nejpozději roku 1290, kdy darování 20. března potvrdil biskup Tobiáš z Bechyně a 23. března také král Václav II. Vyšebrodští cisterciáci hrad mohli ještě nějakou dobu využívat ke správě odlehlého majetku, ale nejpozději na přelomu třináctého a čtrnáctého století byl hrad opuštěn.

### Výzkum
Prvním badatelem, který spojil terénní pozůstatky hradu s přídomkem pánů z Boršova, byl August Sedláček, který k nim však chybně připojil také zprávy z let 1378–1426 o Mikuláši Plachtíkovi a Beneši Plachtovi, jejichž přídomek se vztahuje k zaniklé osadě Boršov u Malšína. V roce 1906 lokalitu navštívil Josef Ladislav Píč, podle kterého opevnění pocházelo z šestého až sedmého století. Českobudějovický učitel Josef Braniš valy považoval za pozůstatky opevnění, které podle jeho hypotézy patřilo k obrannému systému Doudlebska. Tuto hypotézu vyvrátil až Bedřich Dubský, který na hradě nalezenou keramiku datoval do dvanáctého století. Koncem dvacátého století byl Boršov označován jako tvrz i hrad, přičemž převažuje kategorizace sídla jako hradu. V roce 2020 na hradě proběhl malý archeologický výzkum.

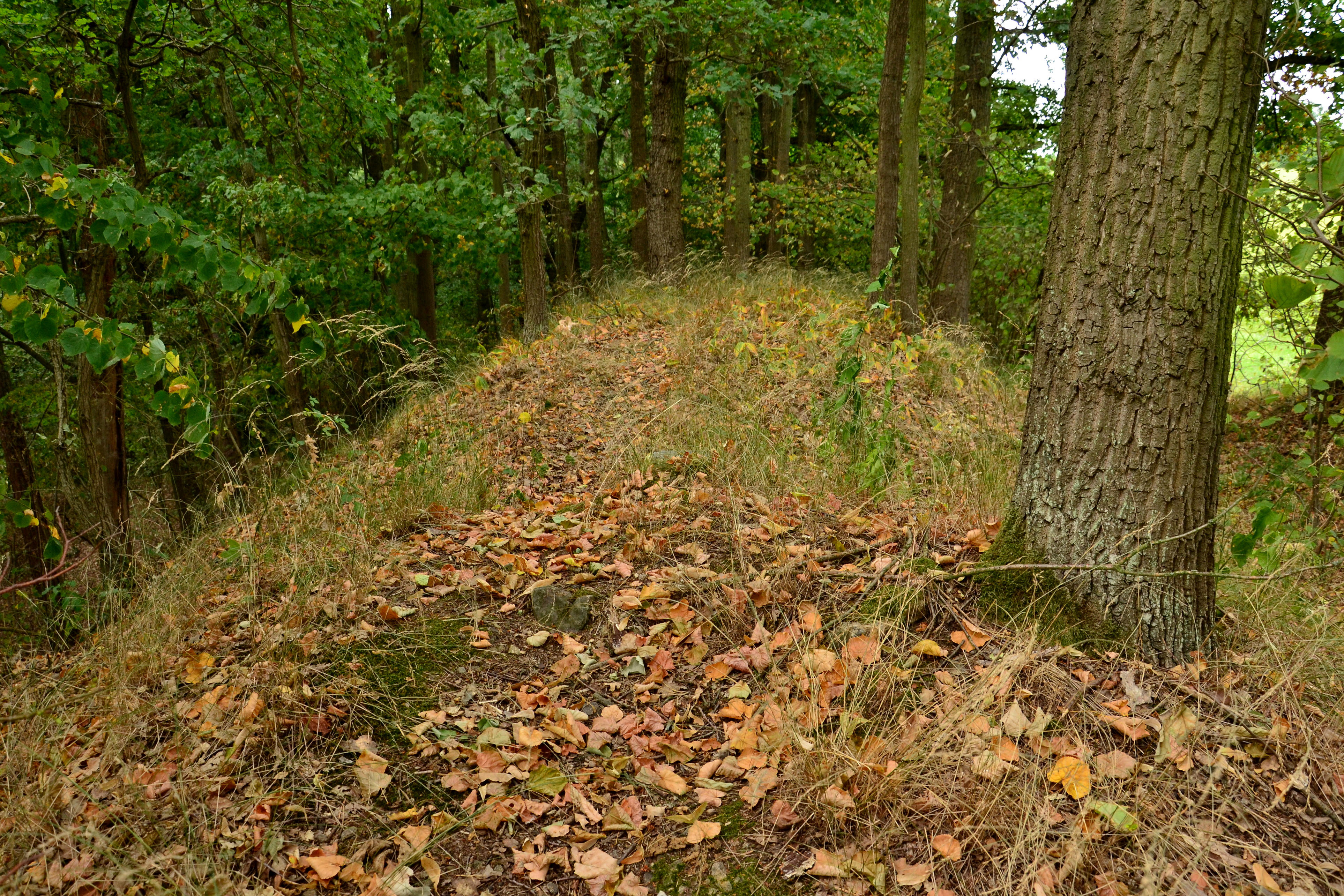
Vnitřní val na východní straně

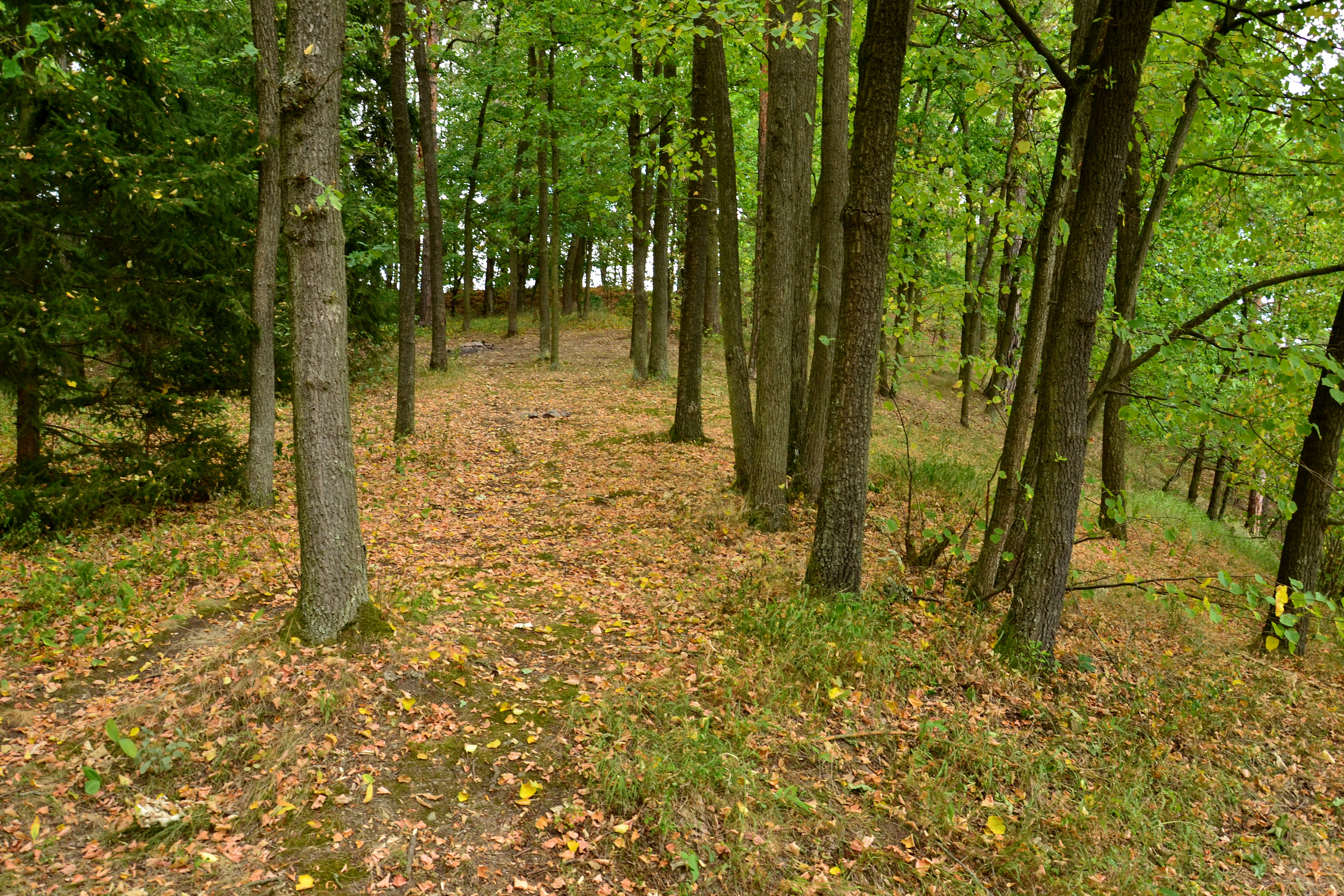
Plocha hradního jádra

Pomocí detektoru kovů byly na hradě roku 2018 nalezeny tři stříbrné mince. Jsou to vídeňské feniky vyražené za vlády Rudolfa Habsburského, které se v jižních Čechách používaly od třináctého do poloviny patnáctého století.

## Stavební podoba
Jednodílný hrad měl přibližně lichoběžníkový půdorys. Jižní stranu dostatečně chránil strmý svah vltavského údolí a ostatní strany zajišťoval příkop a vnější val. Přístupová cesta vedla nejspíše od východu, kde bylo opevnění zdvojeno. Jedinou reliéfní stopou po případné zástavbě je čtverhranná prohlubeň v západním cípu hradního jádra, ale je možné, že jáma je novověkého původu.
Tomáš Durdík považoval Boršov za šlechtické sídlo nižší kvalitativní úrovně, v jehož konstrukcích hrálo významnou roli dřevo. Při archelogickém výzkumu v roce 2020 však byly na hraně jádra nalezeny zděné konstrukce, které by mohly být pozůstatkem obvodové hradby.

## Přístup
Místo, kde hrad stával, je dostupné po červené turistické značce od Zátkova mlýna u Boršova nad Vltavou a pokračující podél Vltavy k Třísovu. U lokality se od ní odděluje červená odbočka k Reuterovu pomníku.